# 赤津晴子
赤津 晴子（あかつ はるこ、1962年3月3日 - ）は、日本の大学教授。国際医療福祉大学医学部教授、医学教育統括センター長。元スタンフォード大学医学部准教授・内分泌内科外来長・甲状腺癌プログラムメディカルディレクター。元ピッツバーグ大学講師。

## 人物・経歴
1980年田園調布雙葉高等学校卒。1984年聖心女子大学文学部哲学科卒。1988年上智大学大学院理工学研究科生物科学専攻修了（理学修士）。その後、フルブライト奨学生として渡米。1989年ハーバード大学公衆衛生大学院修了（理学修士）。1994年ブラウン大学メディカルスクール大学院修了（医学博士）。米国で医学教育を受け医師免許を取得。1997年スタンフォード大学内科レジデント研修修了。1999年スタンフォード大学内分泌内科フェロー研修修了。元ピッツバーグ大学講師、スタンフォード大学医学部准教授・内分泌内科外来長・甲状腺癌プログラムメディカルディレクター。米国ベストドクター賞、米国トップドクター賞受賞。
25年程米国の臨床医学・医学教育に携わった後、2017年より国際医療福祉大学医学部教授、医学教育統括センター長。2018年より同大学大学院医学研究科医学専攻医学教育領域および公衆衛生学専攻科教授。医学教育を通して臨床医療に国際的視点を盛り込む事が更なる臨床医療の質向上につながるという信念に基づき出版された3部作「アメリカの医学教育」（日本評論社）はその後の日本の医学教育に大きな影響を与えた。